# Eudevenopus honduranus
Eudevenopus honduranus är en kräftdjursart som beskrevs av Thomas och J. L. Barnard 1983. Eudevenopus honduranus ingår i släktet Eudevenopus och familjen Platyischnopidae. Inga underarter finns listade i Catalogue of Life.